# Centre culturel de rencontre
Un Centre culturel de rencontre est un projet imaginé par Jacques Rigaud, Jean Salusse et Jacques Duhamel en 1972, sur le modèle des « Maisons de la culture » d’André Malraux, pour donner une nouvelle vie, culturelle, artistique, intellectuelle, à des monuments historiques ayant perdu leur vocation d'origine. Au nombre de six à l'origine, ces centres constituent  aujourd'hui un réseau de 43 membres en France et dans le monde, animée par l'Association des Centres culturels de rencontre (ACCR) présidée par Hubert Tassy depuis 2021.
En France, le label « Centre culturel de rencontre » est attribué, jusqu'en 2020, par le ministre de la Culture sur proposition d'une commission nationale. Le label entre en juillet 2016 dans la loi relative à la liberté de la création, à l'architecture et au patrimoine et devient propriété de l'État français. Depuis le décret du 11 février 2020, le label est attribué par le préfet de région sur proposition du directeur régional des affaires culturelles et après avis de la commission régionale du patrimoine et de l'architecture.

## Le réseau français
En 2023, le réseau fédère 22 membres labellisés en France :
- Auvergne-Rhône-Alpes
  - Centre culturel de rencontre d'Ambronay, Ain. Directrice : Isabelle Battioni
  - Château de Goutelas, Loire. Directeur : Grégory Diguet
- Bourgogne-Franche-Comté
  - Saline royale d'Arc-et-Senans, Doubs. Directeur : Hubert Tassy
  - Prieuré Notre-Dame de La Charité-sur-Loire, Nièvre. Directeur : Philippe Le Moine
- Centre-Val de Loire
  - Abbaye de Noirlac, Cher. Directrice : Elisabeth Sanson
  - Domaine de Chaumont-sur-Loire, Loir-et-Cher. Directrice : Chantal Colleu-Dumont
- Corse
  - l'ARIA, Centre culturel de rencontre "Théâtre & Nature", Haute-Corse. Directrice : Marie-Laure Poveda
- Grand-Est
  - Les Dominicains de Haute-Alsace, Haut-Rhin. Directeur : Philippe Dollfus
- Hauts-de-France
  - Chartreuse de Neuville-sous-Montreuil, Pas-de-Calais. Directrice : Alexia Noyon
- Île-de-France
  - Fondation Royaumont, Val-d'Oise. Directeur : Francis Maréchal
  - Le Plus Petit Cirque du monde, Hauts-de-Seine. Directeur : Elefterios Kechagioglou[5]
- Normandie
  - IMEC - Abbaye d'Ardenne, Calvados. Directrice : Nathalie Léger
- Nouvelle-Aquitaine
  - Corderie Royale de Rochefort - Centre International de la mer, Charente-Maritime. Directeur : Emmanuel de Fontainieu
  - La Ferme de Villefavard, Haute-Vienne. Directeur : Sébastien Mahieuxe
  - Domaine de La Vergne - Maison Maria Casares, Charente. Co-directeurs : Matthieu Roy & Johanna Silberstein
  - Bastide de l'Oralité, Clarenza, Pyrénées-Atlantiques. Directeur : Kristof Hiriart
  - Abbaye aux Dames de Saintes, Charente-Maritime. Directrice : Odile Pradem-Faure
- Occitanie
  - Abbaye de Sylvanès, Aveyron, Occitanie. Directeur : Michel Wolkowitsky
  - Chartreuse de Villeneuve-lès-Avignon, Gard, Occitanie. Directrice : Marianne Clevy
  - Les arts de lire - Abbaye de Lagrasse, Aude, Occitanie Directeur : Jean-Sébastien Steil[6].
- Pays de la Loire 
  - Fondation Les Arts Florissants, Vendée. William Christie.
  - Abbaye de Fontevraud - Centre Culturel de l'Ouest, Maine-et-Loire. Directeur : Martin Morillon

En 2022, deux centres culturels de rencontre sont en préfiguration :
- Les Amis de l'Esparrou, Pyrénées-Orientales, Occitanie. Directeur : Sylvain Sartre
- Abbaye de Vaucelles, Nord, Hauts-de-France.

## Le réseau européen
L'Association des Centres culturels de rencontre (ACCR) coordonne 13 centres en Europe :
- Abbaye de Neimënster, Luxembourg
- Centro Nacional de Cultura, Portugal
- Château Károlyi, Hongrie
- Château Mercier, Suisse
- Fondation Santa Maria la Real, Espagne
- Fundação das Casas de Fronteira e Alorna, Portugal
- Grand Hornu, Belgique
- Hospitalfield House, Royaume-Uni
- La Corte Ospitale, Italie
- Landcommanderij Alden Biesen, Belgique
- LandKunstLeben e.V., Allemagne
- Teatro Potlach, Italie
- Ujazdowki Castle, Centre for contemporary art, Pologne

## Le réseau international
L'ACCR coordonne également six centres à l'international :
- Abbotsford Convent, Australie
- Centre culturel de rencontre international John Smith, Bénin
- Centre culturel international d'Hammamet, Tunisie
- Domaine Forget, Canada
- Nantong 1895 Cultural & Creative Industry Park, Chine
- Smart Wuxi Cultural Park, Chine